# Youngstown Pride
Los Youngstown Pride fueron un equipo de baloncesto estadounidense con sede en Youngstown, Ohio, que compitieron en la World Basketball League cinco temporadas, entre 1988 y 1992. Disputaban sus partidos como local en el Beeghlt Center, pabellón con capacidad para 6.300 espectadores.

## Historia
Los Pride fueron el único equipo, junto a los Calgary 88's, en disputar las cinco ediciones de la WBL. Su propietario fue Michael “Mickey” Monus, presidente de Phar-Mor, una cadena de farmacias descuento. Ganaron dos campeonatos consecutivos, en 1989 y 1990, derrotando en ambas ocasiones a los Calgary 88's. En 1992 investigadores descubrieron que Monus estaba financiando el equipo y la WBL a través de un esquema de malversación elaborado, desviando una cantidad estimada de 10 millones de dólares de Phar-Mor a la liga. El escándalo supuso por un lado la quiebra de la franquicia y el despido de 5.000 trabajadores, y por otra parte la desaparición de la liga, que dependía enormemente de las aportaciones de Monus.

## Temporadas
| Temporada | Liga | Denominación     | G  | P  | %    | Puesto | Play-off    |
| --------- | ---- | ---------------- | -- | -- | ---- | ------ | ----------- |
| 1988      | WBL  | Youngstown Pride | 28 | 26 | 51,9 | 3º     | Semifinales |
| 1989      | WBL  | Youngstown Pride | 30 | 14 | 68,1 | 2º     | Campeón     |
| 1990      | WBL  | Youngstown Pride | 38 | 8  | 82,6 | 1º     | Campeón     |
| 1991      | WBL  | Youngstown Pride | 26 | 25 | 51,0 | 2º     | 1ª ronda    |
| 1992      | WBL  | Youngstown Pride | 22 | 13 | 62,9 | 3º     | -           |

## Jugadores destacados
- Tim Legler
- Mario Elie
- Keith Smart
- Bryan Warrick